# Cristina Umaña
Cristina Umaña est une actrice colombienne, née à Ibagué, Tolima le 24 décembre 1974

## Biographie
Elle étudie l'art dramatique au Centre d'Éducation Artistique de Televisa de 1993 à 1995. De retour en Colombie, elle travaille comme actrice des télénovelas comme Yo amo a Paquita Gallego et La mujer del presidente.

### Vie privée
Elle fut en couple pendant 12 ans avec Lucas Jaramillo. Ils ont un fils Baltazar Jaramillo Umaña. Elle est désormais en couple avec Koldo Miranda.

## Filmographie

### Longs métrages
- 2001 : Bogotá 2016 de Pablo Mora : Frica
- 2004 : Malamor de Jorge Echeverry
- 2004 : El Rey d'Antonio Dorado : Blanca Rey
- 2011 : Lecciones para un Beso de Juan Pablo Bustamante : Antonia
- 2016 : Malcriados de Felipe Martínez Amador : Patricia Cortéz
- 2017 : Virginia Casta de Claudio Cataño : Eva

### Séries télévisées
- 1996 : Cartas a Harrison : Marisela
- 1997 : Yo amo a Paquita Gallego : Paquita Gallego / Rosa
- 1999 : Amores como el nuestro : Luz Helena Salazar
- 2000 : Traga maluca : Paloma Sandoval
- 2002 : Siete veces amada : Amada
- 2003 : Punto de giro : Bibiana de Bonilla
- 2004 : Todos quieren con Marilyn : Lorenza Pachón
- 2005 : Vuelo 1503 : Emilia Fernández
- 2007 - 2008 : Tiempo final : Caro / Silvina / Gabriela
- 2008 : Killer Women (Mujeres asesinas)
- 2008 : Sin retorno : Eva
- 2008 : La dama de Troya : Patricia Cruz
- 2008 - 2010 : Capadocia : Consuelo Ospino 'La Colombiana'
- 2012 : ¿Dónde está Elisa? : Adelaida Jiménez
- 2013 - 2015 : Cumbia Ninja : Coqui
- 2015 : Sala de Urgencias : Susana Londoño
- 2016 : Narcos : Judy Moncada
- 2018 - 2019 : Distrito Salvaje : Daniela León
- 2019 : Jack Ryan : Gloria Bonalde
- 2020 : Solitaries Anonymous : Omaira

## Prix
- 1998 : Premios Shocks : Meilleure nouvelle actrice
- 1998 : Festival Internacional de Cine de Cartagena
- 1999 : Premios TVyNovelas : Meilleure actrice
- 1999 : Premios TVyNovelas : Meilleure actrice secondaire
- 2005 : Premios TVyNovelas : Meilleure actrice antagonique